# Nosy Hara
Nosy Hara ist die namengebende und Hauptinsel des unbewohnten Nosy-Hara-Archipels in der Straße von Mosambik im Nordwesten Madagaskars. 

## Geographie
Die Insel liegt im Westen der Provinz Antsiranana etwa fünf Kilometer vor der Küste. Sie ist in Nord-Süd-Richtung etwa zwei Kilometer lang und bis 600 Meter breit. Die höchste Erhebung im Inselsüden erreicht gut 100 Meter.
In Trockentälern hat sie eine vielfältige, teils endemische Flora und Fauna zu verzeichnen. So lebt hier die 2007 entdeckte und 2012 beschriebene bis dahin kleinste Chamäleonart Brookesia micra. Es findet sich eine Vielzahl an Geckos. Im August 2015 wurde die Entdeckung einer kleinen Population von Fettschwanzmakis bekannt gegeben, bei der es sich möglicherweise um eine bisher unbeschriebene Art handelt. Die umliegenden Gewässer und Korallenriffe beherbergen Mantarochen und Meeresschildkröten.